# Каплун Віктор Володимирович
Каплун Віктор Володимирович (22 червня 1965, с. Заруддя, Роменського району, Сумської області) — український фахівець у галузі енергетики, доктор технічних наук, професор.

## Життєпис
Каплун Віктор Володимирович народився 22 червня 1965 року у селі Заруддя, Роменського району, Сумської області. У 1987 році закінчив факультет електрифікації сільського господарства Української сільськогосподарської академії (тепер — Національний університет біоресурсів і природокористування України, м. Київ) за спеціальністю "Електропостачання сільського господарства" та отримав кваліфікацію інженера-електрика.
З 1990 року – завідувач лабораторіями, асистент, захистив кандидатську дисертацію "Експлуатаційний контроль контактних з’єднань сільських електроустановок термочутливими пристроями з ефектом пам’яті форми" (2001 р.), з 2002 року – доцент кафедри електропостачання сільського господарства. Достроково у 2008 році захистив докторську дисертацію «Автономні системи електроживлення сільськогосподарських споживачів з різнорідними джерелами електроенергії». У 2009-2011 рр. – завідувач кафедри електропостачання ім. проф. В.М. Синькова, директор НДІ електроенергетичних систем НУБіП України. З 2011 по 2019 рр. працював у Київському національному університеті технологій та дизайну на посадах завідувача кафедри електроніки та електротехніки, проректора з науково-педагогічної роботи та міжнародних зв’язків (2012 р.), проректора з науково-інноваційної діяльності (2012-2019 рр.).
З 2019 р. і дотепер – професор кафедри електропостачання ім. проф. В.М. Синькова навчально-наукового інституту енергетики, автоматики і енергозбереження Національного університету біоресурсів та природокористування України.
З 01.06.2020 р. призначений на посаду директора навчально-наукового інституту енергетики, автоматики і енергозбереження [Архівовано 20 січня 2022 у Wayback Machine.] Національного університету біоресурсів та природокористування України.

## Наукова та педагогічна діяльність
Основними науковими інтересам є розробка інтелектуальних систем управління енергоспоживанням, структурно-алгоритмічний синтез комбінованих енергосистем з  традиційними та відновлюваними джерелами енергії, створення програмно-технічних засобів управління енергоефективністю. В доробку наукових результатів – розв’язання проблем підвищення надійності та ефективності систем електропостачання на основі smart-сплавів з ефектом пам’яті форми.
У фахових колах відомий насамперед як співавтор розробок:
- технології управління температурними режимами в електроустановках на основі smart-сплавів з ефектом пам’яті форми. Вперше розроблене обладнання для серійного виробництва термостабілізуючих пристроїв, контактних термометрів, термореле та вказівників перегріву контактних з’єднань електроустановок. Науково-технічна продукція впроваджена у більш ніж 300 підприємств енергетичного комплексу;
- технологічних платформ виготовлення дизель-генераторних установок та систем автоматизованого управління автономним електроживленням малої та середньої потужності. Впроваджено понад 140 проектів систем автономного електроживлення;
- комплексних науково-технічних заходів підвищення енергоефективності будівель і інженерних мереж, програмно-технічних засобів управління енергоспоживанням;
- систем динамічного енергоменеджменту, розроблення засобів управління мікроенергетичними системами з полігенерацією на основі технологій Smart Grid.

Є автором і співавтором понад 220 наукових публікацій, 8 монографій.

## Членство у професійних та громадських організаціях
Член експертної ради «Енергетика та енергоефективність» Міністерства освіти і науки України (2012 р. - до т.ч.), дійсний член, член президії Української технологічної академії (2017 р. - до т.ч.), член президії ради проректорів з науки при Міністерстві освіти і науки України (2014-2019 рр.), член науково-технічної ради Міністерства економічного розвитку і торгівлі України (2014-2017 рр.), національний консультант в галузі енергетики в рамках проекту Програми розвитку ООН / ГЕФ «Інтеграція конвенцій Ріо в національну політику України» (2014-2016 рр.), віце-президент Українського союзу промисловців і підприємців (2020 р. - до т.ч.), член науково-технічної ради Міністерства енергетики України, секції «Енергоефективність» (2020 р. - до т.ч.), експерт групи для проведення оцінювання ефективності діяльності закладів вищої освіти в частині провадження ними наукової (науково-технічної) діяльності за науковим напрямом «Технічні науки» Міністерства освіти і науки України (2020 р. - до т.ч.).

## Відзнаки та нагороди
- Нагрудний знак «Відмінник освіти України» Міністерства освіти і науки України (2015 р.)
- Нагрудний знак «Ушинський К.Д.» Національної академії педагогічних наук України (2015 р.)
- Заслужений діяч науки і техніки України (2016 р.)
- Лауреат Державної премії України в галузі науки і техніки (2017 р.)
- Грамота Верховної Ради України (2020 р.)